# Klosterbrauerei Weißenohe
Die Klosterbrauerei Weißenohe (auch Weißenoher Klosterbrauerei) ist eine Bierbrauerei im oberfränkischen Weißenohe, einer Gemeinde im Landkreis Forchheim. Die Brauerei hat eine Jahresproduktion von etwa 20.000 hl.

## Geschichte
Nachdem das Kloster Weißenohe in der zweiten Hälfte des 11. Jahrhunderts gegründet wurde, ist davon auszugehen, dass die Brauerei direkt im Anschluss darauf errichtet wurde. In der Säkularisation 1803 wurde der gesamte Komplex verkauft. 1827 erwarb der Braumeister Friedrich Kraus Braurecht und -stätte. Seither ist die Brauerei im Familienbesitz.

## Brauverfahren

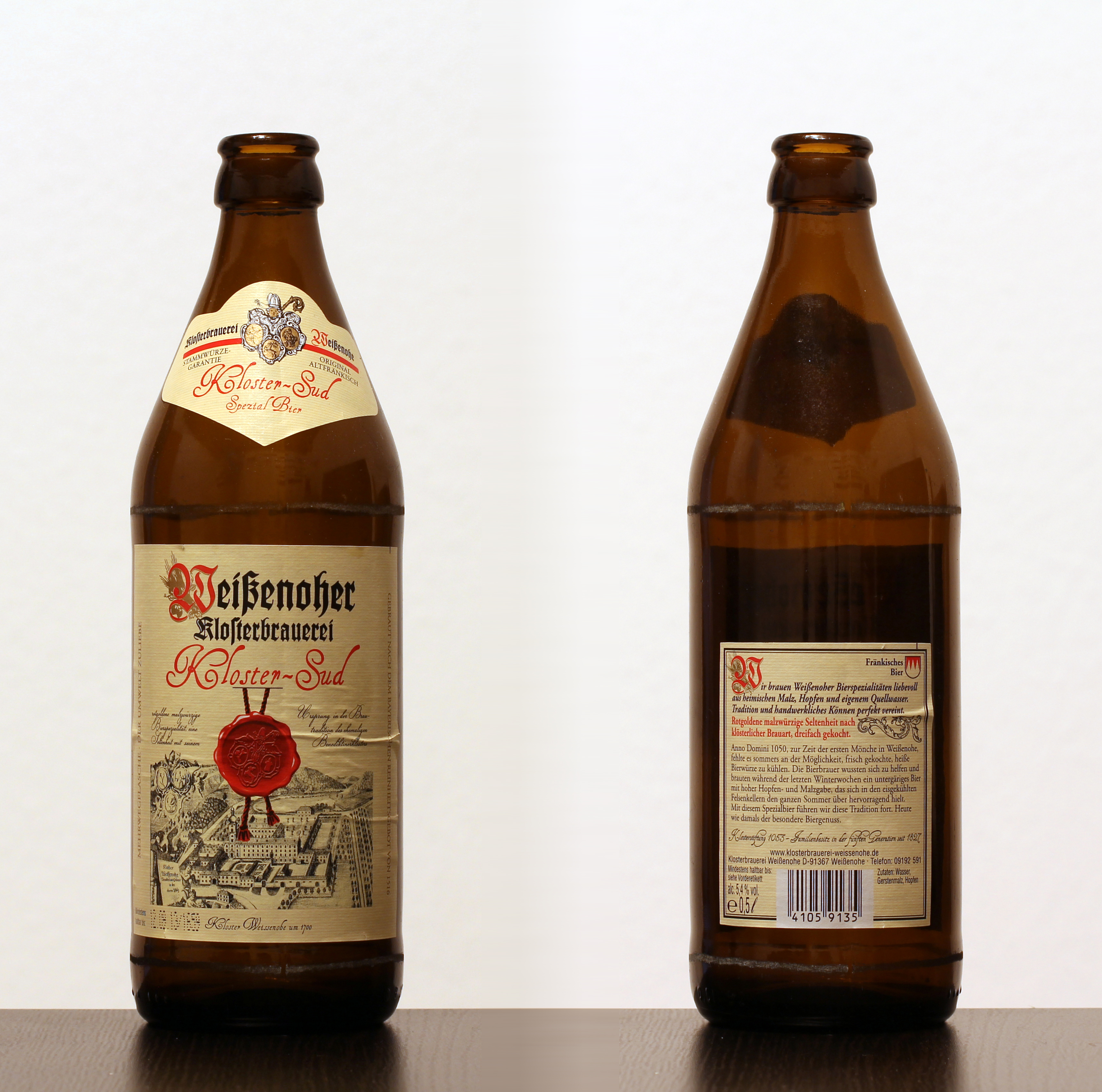
Weissenoher Klosterbrauerei Kloster-Sud

Das harte, kalkhaltige Brauwasser stammt aus brauereieigenen Quellen in den Jurahöhen der Fränkischen Schweiz. Der verwendete Hopfen sowie die Gerste stammen aus der Region, u. a. aus Lilling und Herpersdorf. Die für die Brauerei typische Brauhefe wird dort selbst vermehrt. Die Hefe wird durch eine Kieselgurfiltration abgetrennt.

## Produkte
Die Produktpalette umfasst die Biersorten Altfränkisches Klosterbier, Classic Bioland, Kloster-Sud, Bonifatius Dunkel, Bonator Doppelbock, Eucharius Märzen, Weißenoher Pils, Glocken Hell, Eucharius Pils, Minnesänger Pils, Barrique, Barrique Bock, Zwickel Pils, green MONKey und Cannabis Club. Abgefüllt wird von der Brauerei selbst in Holz-Bierfässern sowie durch Fremdfirmen in Kronkorkenflaschen.
Classic, Barrique, green MONKey, Minnesänger Pils, Cannabis Club werden nach den Bioland-Richtlinien gebraut und dementsprechend kontrolliert.

## Fünf-Seidla-Steig
In Weißenohe startet der Fünf-Seidla-Steig, ein 2008 eröffneter Wanderweg zwischen den vier Brauereien der Gemeinde Gräfenberg und der Klosterbrauerei. Benannt ist er nach dem fränkischen Bierkrug aus Steinzeug bzw. nach der fränkischen Bezeichnung für den halben Liter Bier, dem Seidla. Die Brauereien erzeugen insgesamt 21 verschiedene Biere.